# Décès en 1888
Décès
- 1884
- 1885
- 1886
- 1887
- 1888
- 1889
- 1890
- 1891
- 1892

Cet article présente une liste de personnalités mortes au cours de l'année 1888.

## Décès par mois

### Inconnu
- Federigo Pastoris, peintre et  graveur italien (° 1837).
- Théodore Semet, compositeur français (° 1824).

### Janvier
- 5 janvier : Henri Herz, pianiste et compositeur français (° 6 janvier 1803).
- 6 janvier[1] : Hermann Kanzler, baron, général, pro-ministre des armées du Saint-Siège (° 28 mars 1822).
- 10 janvier : Giuseppe Palizzi, peintre italien (° 12 mars 1812).
- 15 janvier : Jean-Baptiste André Godin, industriel et philanthrope français (° 26 janvier 1817).
- 22 janvier : Eugène Labiche, dramaturge français (° 6 mai 1815).
- 24 janvier : Louis Matout, peintre français (° 19 mars 1811).
- ? janvier : Louis Nicolas Matoux, peintre français (° 25 novembre 1816).

### Février
- 2 février :
  - Félix-Auguste Clément, peintre français (° 20 mai 1826).
  - César Malens, sénateur et député français (° 17 janvier 1829).
- 5 février : 
  - Anton Mauve, peintre néerlandais (° 18 septembre 1838).
  - Martin Powell, joueur de baseball américain (° 25 mars 1856).
- 13 février : Jean-Romary Grosjean, organiste, compositeur et éditeur français (° 12 janvier 1815).
- 23 février : Louis, margrave de Bade, petit-fils du Kaiser Guillaume Ier d'Allemagne, fils cadet du grand-duc Frédéric Ier de Bade et de la princesse Louise de Prusse (°12 juin 1865),
- 28 février : Punteret (Joaquín Sans y Almenar), matador espagnol (° 10 octobre 1853).
- 29 février : Wilhelm Sponneck, homme politique danois (° 16 février 1815).

### Mars
- 3 mars :  Moritz von Blanckenburg, homme politique prussien (° 25 mai 1815).
- 9 mars : Guillaume Ier, roi de Prusse et premier empereur allemand (° 22 mars 1797).
- 21 mars : Thomas German Reed, compositeur, directeur musical, acteur, chanteur et directeur de théâtre anglais (° 27 juin 1817).
- 25 mars : Louis des Isnards, peintre français (° 30 avril 1805).
- 29 mars :  Charles-Valentin Alkan, pianiste et compositeur français (° 30 novembre 1813).

### Avril
- 24 avril : Samuel D. Lecompte, homme politique américain (° 13 décembre 1814).

### Mai
- 6 mai : Carlos Velasco Peinado, architecte espagnol (° 1842).
- 10 mai : Leonetto Cipriani, homme politique français naturalisé italien (° 16 octobre 1812).
- 18 mai : Pietro Aldi, peintre académique italien (° 26 juillet 1852).
- 22 mai : Édouard Baille, peintre français (° 14 octobre 1814).
- 30 mai : Louis Buvelot, peintre, lithographe, dessinateur, photographe et enseignant suisse (° 3 mars 1814).

### Juin
- 7 juin : Paul Adolphe Rajon, peintre et graveur français (° 2 juillet 1843).
- 14 juin : José Victorino Lastarria, avocat, écrivain, homme de lettres et homme politique chilien (° 23 mars 1817).
- 15 juin : Frédéric III, roi de Prusse et deuxième empereur allemand (° 18 octobre 1831).
- 18 juin : Luigi Mussini, peintre italien (° 19 décembre 1813).
- 29 juin : Hannah Rachel Verbermacher, surnommée la Vierge de Ludomir (° 1806).

### Juillet
- 8 juillet :
  - Georges-Charles d'Amboise, auteur-compositeur et compositeur français (° 19 mai 1819).
  - Auguste Vincent, compositeur, pianiste et bibliophile français (° 1er novembre 1829).
- 10 juillet : Rafael Hernando, compositeur espagnol de zarzuelas (° 31 mai 1822).
- 14 juillet :
  - Antoine Étex, peintre et sculpteur français (° 20 mars 1808).
  - Wladimir Swertschkoff, peintre russe de vitraux (° 4 septembre 1821).

### Août
- 8 août : Friedrich Wilhelm Jähns, musicologue, professeur de chant et compositeur allemand (° 2 janvier 1809).
- 9 août : Isaac Strauss, chef d'orchestre, compositeur et collectionneur français (° 2 juin 1806).
- 15 août : Amaranthe Roulliet, peintre de paysages et lithographe français (° 2 février 1810).
- 16 août : John Stith Pemberton, pharmacien américain (° 8 juillet 1831).
- 18 août : Franklin Távora, romancier, journaliste, homme politique, avocat et dramaturge brésilien (° 13 janvier 1842).
- 24 août : Rudolf Clausius, physicien et mathématicien allemand (° 2 janvier 1822).
- 28 août : Eugène Accard, peintre français (° 1824).

### Septembre
- 9 septembre : Socrate Vorobiov, peintre paysagiste et graveur russe (° 12 février 1817).
- 11 septembre :
  - Nataniel Aguirre, avocat, diplomate, politique, écrivain et historien bolivien (° 10 octobre 1843).
  - Domingo Faustino Sarmiento, intellectuel, écrivain, militaire et homme d’État espagnol puis argentin (° 15 février 1811).
- 28 septembre : Thomas Gambier Parry, artiste, collectionneur d'art et philanthrope britannique (° 22 février 1816).

### Octobre
- 9 octobre : Anthony Musgrave,  administrateur colonial britannique (° 31 août 1828).
- 14 octobre : Augustin Feyen-Perrin, peintre, graveur, illustrateur et  photographe français (° 12 avril 1826).
- 16 octobre : John Wentworth, homme politique américain (° 5 mars 1815).
- 24 octobre : François Musin, peintre de marine belge (° 4 octobre 1820).

### Novembre
- 15 novembre :
  - Maximilien, duc en Bavière, membre de la maison de Bavière (° 4 décembre 1808)
  - Félix de Tarteron, homme politique français (° 28 mars 1821).
- 17 novembre : Jakob Dont, violoniste, pédagogue et compositeur autrichien (° 2 mars 1815).
- 18 novembre : Alexandre Ozanne, architecte français (° 29 novembre 1828).
- 20 novembre : Michel-Jean Cazabon, peintre trinidadien (° 20 septembre 1813).
- 21 novembre : Liautaud Ethéart, dramaturge, essayiste et homme politique haïtien (° 9 mars 1826).

### Décembre
- 11 décembre : Marià Obiols i Tramullas, compositeur d'opéras espagnol (° 26 septembre 1809).
- 18 décembre : Eagle Woman, militante du peuple lakota (° 1820).
- 23 décembre : Otto Weber, peintre allemand (° 1832).

### Date précise inconnue
- Timoci Tavanavanua, chef fidjien  (° 1847).